# دانشگاه کانبرا کپیتالز
دانشگاه کانبرا کپیتالز (انگلیسی: University of Canberra Capitals) یکی از تیم‌های حرفه‌ای بسکتبال زنان در استرالیا است که در لیگ ملی بسکتبال زنان استرالیا (WNBL) رقابت می‌کند. این تیم در سال ۱۹۸۴ تأسیس شد و از آن زمان تاکنون ۹ بار قهرمان لیگ شده است. کپیتالز با بازیکنانی چون لورن جکسون، به موفقیت‌های چشمگیری دست یافته و به عنوان یکی از پرافتخارترین تیم‌های بسکتبال زنان در استرالیا شناخته می‌شود.

## تاریخچه
دانشگاه کانبرا کپیتالز در سال ۱۹۸۴ تأسیس شد، اما اولین حضور خود در لیگ ملی بسکتبال زنان استرالیا (WNBL) را در سال ۱۹۸۶ تجربه کرد. در سال‌های اولیه، کپیتالز به‌عنوان یک تیم نوپا عملکرد متوسطی داشت و تلاش می‌کرد جایگاه خود را در میان تیم‌های قدرتمند لیگ پیدا کند.
دهه ۱۹۹۰ برای کپیتالز دوره‌ای از رشد و توسعه بود. این تیم به تدریج بازیکنان مستعدی را جذب کرد و با برنامه‌ریزی دقیق، به یک تیم رقابتی در لیگ تبدیل شد. با این حال، موفقیت واقعی کپیتالز در دهه ۲۰۰۰ رقم خورد، زمانی که لورن جکسون، یکی از برجسته‌ترین بازیکنان بسکتبال زنان جهان، به این تیم پیوست. حضور جکسون نه تنها قدرت هجومی تیم را افزایش داد بلکه باعث شد کپیتالز به سرعت به یکی از مدعیان اصلی قهرمانی تبدیل شود.
اولین قهرمانی تیم در سال ۲۰۰۰ به دست آمد. این موفقیت آغازگر دورانی طلایی برای کپیتالز بود که طی آن تیم توانست در سال‌های ۲۰۰۲ و ۲۰۰۳ نیز به قهرمانی دست یابد. با هدایت کری گراف، کپیتالز در سال‌های ۲۰۰۶ و ۲۰۰۷ دو قهرمانی متوالی کسب کرد و به اولین تیمی در تاریخ WNBL تبدیل شد که توانسته بود دو بار پشت سر هم به این عنوان دست یابد.
دهه ۲۰۱۰ نیز برای کپیتالز دوران موفقیت‌آمیزی بود. این تیم در سال‌های ۲۰۰۹ و ۲۰۱۰ به قهرمانی رسید و در سال ۲۰۱۹ با کسب نهمین قهرمانی خود، رکورد بیشترین قهرمانی در تاریخ لیگ WNBL را به نام خود ثبت کرد.
یکی از ویژگی‌های برجسته تاریخ کپیتالز، جذب و حفظ بازیکنان برجسته بین‌المللی و داخلی بوده است. این تیم همواره موفق شده است تا با مدیریت قوی و برنامه‌ریزی بلندمدت، بازیکنان بااستعداد را در ترکیب خود داشته باشد و این امر نقش مهمی در موفقیت‌های آن ایفا کرده است.
علاوه بر موفقیت‌های داخلی، کپیتالز نقش مهمی در توسعه بسکتبال زنان در کانبرا و استرالیا ایفا کرده است. این تیم با برگزاری برنامه‌های آموزشی و اجتماعی، نه تنها به پرورش استعدادهای جوان پرداخته، بلکه به ترویج ورزش بسکتبال در میان زنان و دختران جوان کمک کرده است.
در حال حاضر، کپیتالز تحت حمایت دانشگاه کانبرا و جامعه ورزشی کانبرا، به عنوان یکی از تیم‌های پیشرو و موفق در بسکتبال زنان استرالیا ادامه می‌دهد و با تکیه بر تاریخچه‌ای پر از افتخار و موفقیت، به دنبال دستاوردهای بیشتر در آینده است.
دانشگاه کانبرا کپیتالز با ۹ قهرمانی در لیگ ملی بسکتبال زنان استرالیا (WNBL)، یکی از پرافتخارترین تیم‌های این لیگ به‌شمار می‌آید. اولین قهرمانی این تیم در سال ۲۰۰۰ به دست آمد و پس از آن در سال‌های ۲۰۰۲، ۲۰۰۳، ۲۰۰۶، ۲۰۰۷، ۲۰۰۹، ۲۰۱۰، ۲۰۱۹ و ۲۰۲۰ نیز به قهرمانی رسید.
کپیتالز توانسته است ۱۰ بار به فینال لیگ برسد و از این تعداد، ۸ فینال را با پیروزی به پایان برساند. این رکورد نشان‌دهنده ثبات و قدرت این تیم در لیگ WNBL است.
در طول این سال‌ها، بازیکنان برجسته‌ای همچون لورن جکسون، که نقش مهمی در موفقیت‌های این تیم ایفا کرده‌اند، در ترکیب کپیتالز حضور داشته‌اند. جکسون، که به عنوان یکی از برترین بازیکنان تاریخ بسکتبال شناخته می‌شود، تأثیر بسزایی در کسب قهرمانی‌های این تیم داشته است.
قهرمانی سال‌های ۲۰۰۶ و ۲۰۰۷ به‌ویژه اهمیت ویژه‌ای دارند زیرا تیم کپیتالز توانست به عنوان اولین تیم در تاریخ WNBL دو بار متوالی به قهرمانی برسد.
علاوه بر این، در سال ۲۰۱۹، کپیتالز با کسب نهمین قهرمانی خود، رکورددار قهرمانی در لیگ WNBL شد. این قهرمانی با هدایت کریستن ویال به دست آمد که این تیم را به موفقیت‌های بیشتری در دهه جدید هدایت کرد.
تیم کپیتالز همچنین در طول این سال‌ها چندین بار به نیمه‌نهایی و مراحل پایانی دیگر لیگ نیز راه یافته است که نشان‌دهنده ثبات و قدرت این تیم در مسابقات ملی است.